# Yüksel Şanlı
Yüksel Şanlı (ur. 14 listopada 1973 w Bursie) – turecki zapaśnik w stylu wolnym. Dwukrotny olimpijczyk. Piętnasty w Atlancie 1996; dziewiąty w Sydney 2000. Startował w kategorii 68–69 kg.
Brązowy medalista mistrzostw świata w 1999; piąty w 1995; ósmy w 1997. Zdobył złoty medal w mistrzostwach Europy w 1998 i srebrny w 1995 i 1997. Najlepszy na igrzyskach śródziemnomorskich w 1997 i 2001. Brąz na mistrzostwach Europy juniorów w 1991 roku.